# Lista de municípios do Pará por população

O Pará é dividido em 144 municípios.

Esta lista de municípios do Pará por população com data de referência em 1º de Julho 2024, baseada nos dados publicados pelo IBGE referentes à estimativa 2024. A lista também reúne informações extraídas do Censo 2022 publicadas no Diário Oficial da União em 28 de junho de 2023. 
O Pará é uma das 27 unidades federativas do Brasil e é dividida em 144 municípios. O território paraense equivale a 14,65% do brasileiro e com mais de 8,6 milhões habitantes (4% da população brasileira), o estado possui a segunda maior área territorial e o nono contingente populacional dentre os estados do Brasil.
A cidade mais populosa do Pará é Belém, a capital estadual, com mais de 1.39 milhões de habitantes. Em seguida, vem Ananindeua com aproximadamente 507 mil e Santarém com 357 mil.

## Mais populosos
Na contagem mais recente, o grupo dos vinte municípios mais populosos do Pará tem a composição detalhada na tabela a seguir:

## Municípios

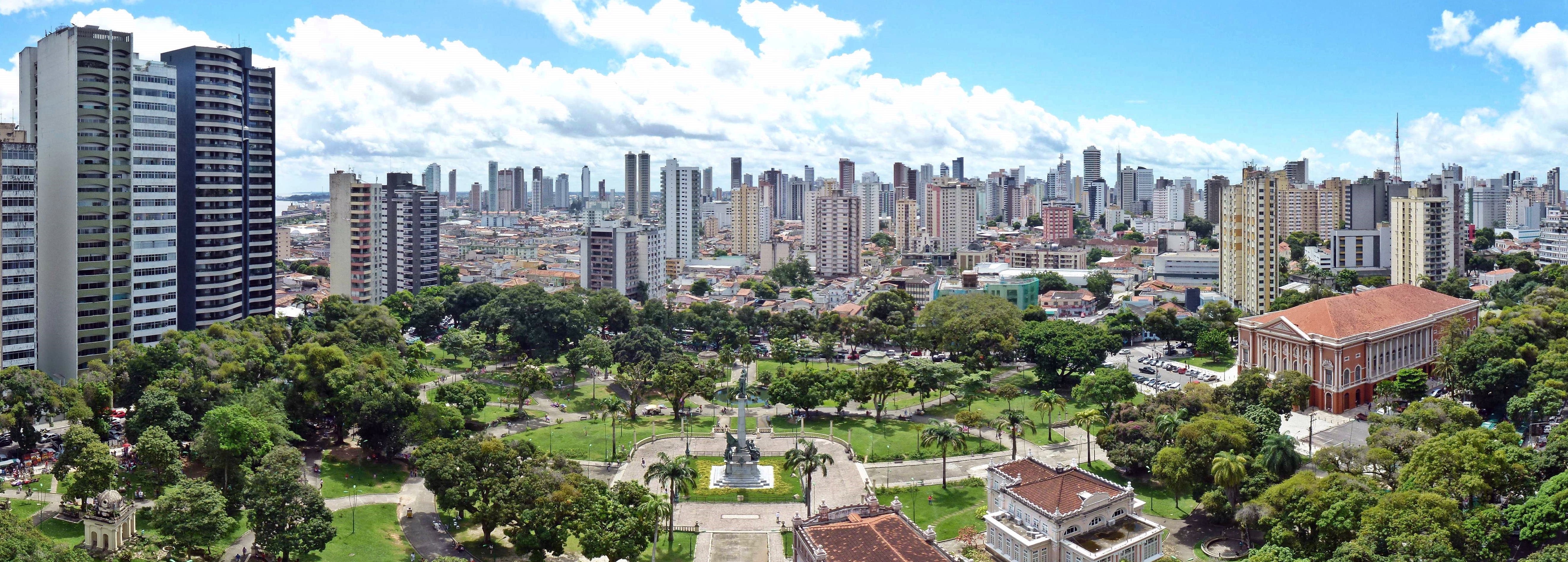
Belém é a capital do estado e o município mais populoso.

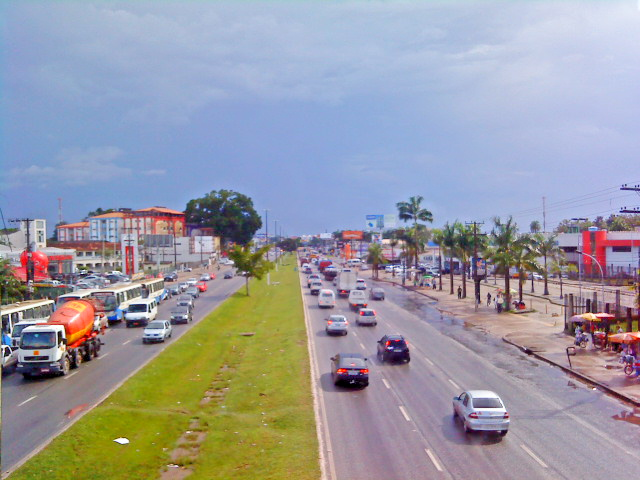
Ananindeua é o segundo município mais populoso do estado.

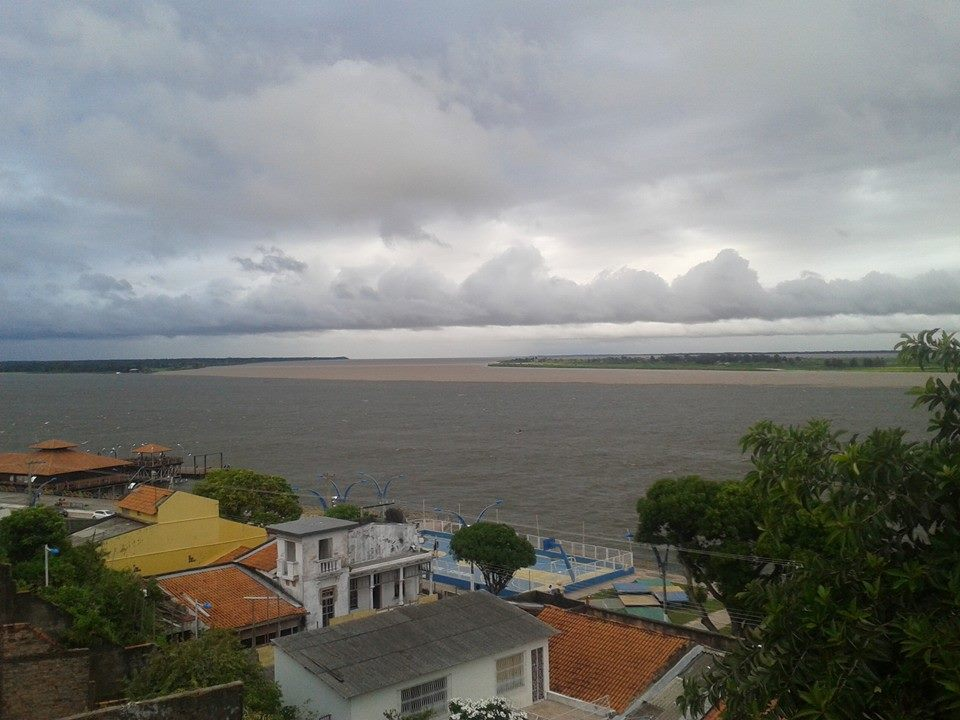
Santarém é a terceira cidade mais populosa do Pará.

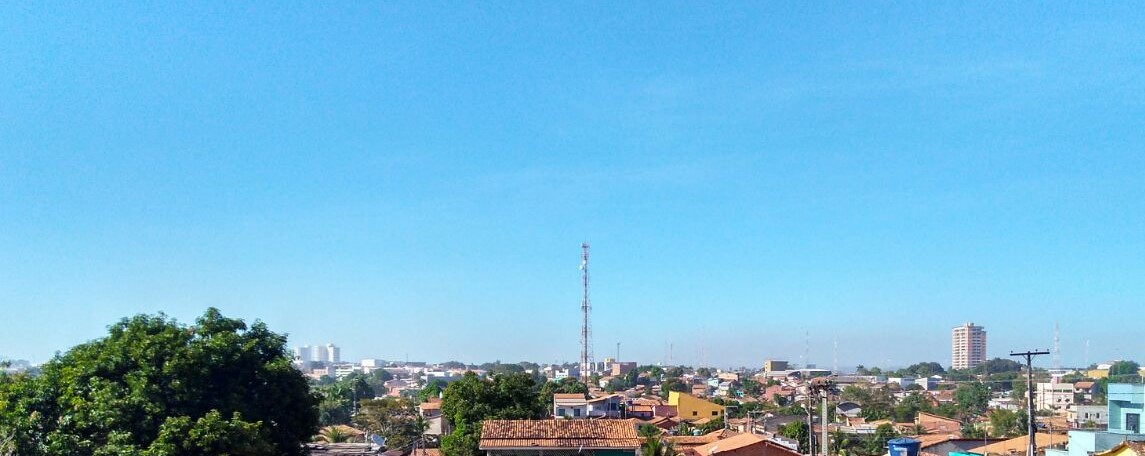
Marabá é a quinta cidade mais populosa do Pará.

| Pos.                         | Município                    | População (Estimativa 2024)  |
| Mais de 1.000.000 habitantes | Mais de 1.000.000 habitantes | Mais de 1.000.000 habitantes |
| ---------------------------- | ---------------------------- | ---------------------------- |
| 1                            | Belém                        | 1 398 531                    |
| Mais de 200.000 habitantes   |                              |                              |
| 2                            | Ananindeua                   | 507 838                      |
| 3                            | Santarém                     | 357 311                      |
| 4                            | Parauapebas                  | 298 854                      |
| 5                            | Marabá                       | 288 513                      |
| 6                            | Castanhal                    | 207 603                      |
| Mais de 100.000 habitantes   |                              |                              |
| 7                            | Abaetetuba                   | 170 999                      |
| 8                            | Cametá                       | 143 837                      |
| 9                            | Barcarena                    | 137 331                      |
| 10                           | Altamira                     | 136 982                      |
| 11                           | Itaituba                     | 133 684                      |
| 12                           | Bragança                     | 131 679                      |
| 13                           | Marituba                     | 115 051                      |
| 14                           | Breves                       | 115 051                      |
| 15                           | Paragominas                  | 112 843                      |
| Menos de 100.000 habitantes  |                              |                              |
| 16                           | Tucuruí                      | 96 238                       |
| 17                           | Redenção                     | 91 947                       |
| 18                           | Moju                         | 90.795                       |
| 19                           | Canaã dos Carajás            | 86.629                       |
| 20                           | Santa Izabel do Pará         | 78.317                       |
| 21                           | Tailândia                    | 75.526                       |
| 22                           | Capanema                     | 74.836                       |
| 23                           | Alenquer                     | 74.808                       |
| 24                           | Oriximiná                    | 72.460                       |
| 25                           | Tomé-Açu                     | 72.326                       |
| 26                           | Igarapé-Miri                 | 68.955                       |
| 27                           | Benevides                    | 68.191                       |
| 28                           | Portel                       | 66.898                       |
| 29                           | São Félix do Xingu           | 65.957                       |
| 30                           | Novo Repartimento            | 63.754                       |
| 31                           | Monte Alegre                 | 63.641                       |
| 32                           | Acará                        | 62.701                       |
| 34                           | Dom Eliseu                   | 62.322                       |
| 33                           | Viseu                        | 61.970                       |
| 35                           | Capitão Poço                 | 59.960                       |
| 36                           | Xinguara                     | 56.999                       |
| 37                           | Rondon do Pará               | 56.593                       |
| 38                           | Baião                        | 55.949                       |
| 39                           | São Miguel do Guamá          | 56.798                       |
| 40                           | Óbidos                       | 55.271                       |
| 41                           | Juruti                       | 53.952                       |
| 42                           | Vigia                        | 53.806                       |
| 43                           | Itupiranga                   | 52.187                       |
| Menos de 50.000 habitantes   |                              |                              |
| 44                           | Muaná                        | 48.955                       |
| 45                           | Salinópolis                  | 48.168                       |
| 46                           | Augusto Corrêa               | 47.596                       |
| 47                           | Breu Branco                  | 47.351                       |
| 48                           | Conceição do Araguaia        | 47.099                       |
| 49                           | Uruará                       | 45.939                       |
| 50                           | Curuçá                       | 44.413                       |
| 51                           | Porto de Moz                 | 43.673                       |
| 52                           | Pacajá                       | 43.594                       |
| 53                           | Tucumã                       | 42.480                       |
| 54                           | Afuá                         | 40.246                       |
| 55                           | Ulianópolis                  | 39.576                       |
| 56                           | Jacundá                      | 38.391                       |
| 57                           | Prainha                      | 38.318                       |
| 58                           | Igarapé-Açu                  | 37.855                       |
| 59                           | Rurópolis                    | 37.360                       |
| 60                           | Mãe do Rio                   | 37.048                       |
| 61                           | Novo Progresso               | 36.518                       |
| 62                           | Curralinho                   | 36.451                       |
| 63                           | Oeiras do Pará               | 36.377                       |
| 64                           | Almeirim                     | 36.334                       |
| 65                           | Anapu                        | 34.947                       |
| 66                           | Ourilândia do Norte          | 34.905                       |
| 67                           | Bagre                        | 34.633                       |
| 68                           | Gurupá                       | 33.922                       |
| 69                           | Irituia                      | 32.698                       |
| 70                           | São Domingos do Capim        | 32.449                       |
| 71                           | Limoeiro do Ajuru            | 31.778                       |
| 72                           | Santana do Araguaia          | 31.683                       |
| 73                           | Tracuateua                   | 30.373                       |
| 74                           | Ipixuna do Pará              | 30.158                       |
| 75                           | Anajás                       | 30.003                       |
| 76                           | Melgaço                      | 29.846                       |
| 77                           | Eldorado do Carajás          | 29.425                       |
| 78                           | Santo Antônio do Tauá        | 29.134                       |
| 79                           | Mocajuba                     | 28.821                       |
| 80                           | Medicilândia                 | 28.633                       |
| 81                           | Concórdia do Pará            | 28.287                       |
| 82                           | Marapanim                    | 28.105                       |
| 83                           | São Sebastião da Boa Vista   | 27.441                       |
| 84                           | Maracanã                     | 27.207                       |
| 85                           | Goianésia do Pará            | 27.059                       |
| 86                           | Brasil Novo                  | 26.606                       |
| 87                           | Jacareacanga                 | 26.006                       |
| 88                           | Ponta de Pedras              | 26.767                       |
| 89                           | Santa Maria do Pará          | 25.696                       |
| 90                           | Garrafão do Norte            | 25.552                       |
| 91                           | Salvaterra                   | 25.441                       |
| 92                           | Mojuí dos Campos             | 25.312                       |
| 93                           | Cachoeira do Arari           | 25.243                       |
| 94                           | Soure                        | 25.218                       |
| 95                           | Bujaru                       | 25.112                       |
| Menos de 25.000 habitantes   |                              |                              |
| 96                           | São Geraldo do Araguaia      | 24.978                       |
| 97                           | Senador José Porfírio        | 24.441                       |
| 98                           | Aurora do Pará               | 24.321                       |
| 99                           | Santa Bárbara do Pará        | 22.288                       |
| 100                          | São Domingos do Araguaia     | 22.638                       |
| 101                          | Chaves                       | 21.487                       |
| 102                          | São João de Pirabas          | 21.447                       |
| 103                          | Nova Esperança do Piriá      | 21.259                       |
| 104                          | Santa Luzia do Pará          | 21.217                       |
| 105                          | Curionópolis                 | 20.859                       |
| 106                          | Terra Santa                  | 19.667                       |
| 107                          | Cachoeira do Piriá           | 19.578                       |
| 108                          | Aveiro                       | 19.223                       |
| 109                          | Rio Maria                    | 19.129                       |
| 110                          | Bom Jesus do Tocantins       | 18.958                       |
| 111                          | Belterra                     | 18.954                       |
| 112                          | Placas                       | 18.772                       |
| 113                          | Ourém                        | 18.675                       |
| 114                          | Floresta do Araguaia         | 18.565                       |
| 115                          | Água Azul do Norte           | 17.960                       |
| 116                          | São Caetano de Odivelas      | 17.248                       |
| 117                          | Santa Maria das Barreiras    | 17.079                       |
| 118                          | Vitória do Xingu             | 16.414                       |
| 119                          | Trairão                      | 15.619                       |
| 120                          | São Francisco do Pará        | 15.418                       |
| Menos de 15.000 habitantes   |                              |                              |
| 121                          | Cumaru do Norte              | 14.937                       |
| 122                          | Curuá                        | 14.834                       |
| 123                          | Nova Ipixuna                 | 14.417                       |
| 124                          | São João do Araguaia         | 14.246                       |
| 125                          | Colares                      | 13.526                       |
| 126                          | Piçarra                      | 13.341                       |
| 127                          | Nova Timboteua               | 13.204                       |
| 128                          | Bonito                       | 12.998                       |
| 129                          | Quatipuru                    | 11.870                       |
| 130                          | Primavera                    | 11.332                       |
| 131                          | Terra Alta                   | 10.815                       |
| 132                          | Inhangapi                    | 10.754                       |
| 133                          | Faro                         | 9.125                        |
| 134                          | Peixe-Boi                    | 8.651                        |
| 135                          | Magalhães Barata             | 8.428                        |
| 136                          | Santa Cruz do Arari          | 7.654                        |
| 137                          | Pau d'Arco                   | 7.296                        |
| 138                          | Palestina do Pará            | 7.086                        |
| 139                          | Brejo Grande do Araguaia     | 6.985                        |
| 140                          | Santarém Novo                | 6.348                        |
| 141                          | Abel Figueiredo              | 6.302                        |
| 142                          | Sapucaia                     | 6.160                        |
| Menos de 5.000 habitantes    |                              |                              |
| 143                          | São João da Ponta            | 4.509                        |
| 144                          | Bannach                      | 4.252                        |
| Total                        | Pará                         | 8 121 025                    |